# آتشفشان سانتا ایسابل
سانتا ایسابل یا نوادو دِ سانتا ایسابل (به اسپانیایی: Nevado de Santa Isabel) آتشفشانی سپری است که در کلمبیا در آمریکای جنوبی قرار دارد. ارتفاع تقریبی این آتشفشان بین ۴۹۵۰ متر تا ۵۱۱۰ متر اندازه‌گیری شده‌است.

## مشخصات
نوادو دِ سانتا ایسابل آتشفشان سپری آندزیتی کوچکی است که در توده آتشفشانی روئیس-تولیما واقع شده است. آتشفشان‌های مرتفعتر نوادو دل روئیس در شمال شرقی و تولیما در جنوب شرقی سانتا ایسابل قرار گرفته‌اند. این سه آتشفشان همراه با دو آتشفشان دیگر واقع در این توده به نام‌های ال سیسنه و ال کیندیو، پیشتر آتشفشان‌هایی پوشیده از یخچال بوده‌اند اما امروزه ال سیسنه و ال کیندیو تقریباً به طور کامل پهنه‌های برفی خود را از دست داده‌اند و یخچال‌های سه آتشفشان دیگر نیز تنها به محدودهٔ قلهٔ آنها محدود شده است. پوشش یخ و برف سانتا ایسابل در سال ۱۹۷۶ در حدود ۱۰٫۸ کیلومتر مربع اندازه‌گیری شده بود اما از سال ۱۹۸۶ به بعد از وسعت این منطقهٔ یخچالی به‌طور مرتب در حال کاسته‌شدن است.
دره‌های واقع در جنوب غربی و جنوب شرقی سانتا ایسابل از جریان‌های گدازه هولوسنی پوشیده شده است. تاریخ آخرین فوران این آتشفشان احتمالاً در ۸۵۰ سال پیش از میلاد بوده است.